# Näftåget
Näftåget kallas det uppror i Stora Tuna socken, Dalarna, som inträffade 1598 och ledde till att Jacob Näf, ståthållare över Västmanland, Dalarna och Bergslagen, blev lynchad genom halshuggning av ilskna dalkarlar.

## Historia

### Bakgrund
Jacob Näf som tidigare varit domare i Dalarna hade åtagit sig uppdraget trots att han då inte gjort sig populär där. Erik Leijonhufvud hade tidigare under året gjort ett försök att vinna dalkarlarna för Sigismund men misslyckats. Under vägen norrut från Stockholm hade han tagit in på Skattmansö gård hos Erland Johansson Bååt, och lyckades övertala denne att följa med. Man hade sällskap med en mindre trupp ur Upplands ryttare, men dessa lämnades vid Brunnbäcks färja. I Hedemora tog man med sig en Sigismundlojal borgare Karl Bengtsson, en Göran Bonde samt en soldat Olof Gudmundsson, vilket gjorde att fem personer var med i sällskapet då Jacob Näf kom till Falun.
Där lät han utlysa ett möte i Stora Tuna 2 september, då varje socken skulle närvara med prästen och tolv representanter för sockenborna.

### Upproret
En mängd rykten florerade bland dalbönderna, bland annat att Jacob Näf och de övriga satt i Stora Tuna klockargård och stöpte kulor, och att 1300 Uppländska ryttare befann sig vid Brunnsbäcks färja redo att rycka in i Dalarna. Vidare berättades ett rykte om att Sigismund var död och att den person som anförde de kungatrogna trupperna var en skräddargesäll som liknade kungen. Allmogen i Stora Skedvi och Husby uppbådades, senare anslöt sig även Stora Tunabönderna och man tågade till Stora Tuna prästgård. Där arresterades alla fem i väntan på att allmogen från norr skulle anlända. Mot Jacob Näf, som var den som ansågs som männens ledare började redan nu utsättas för våldsamheter, man kedjade fast honom vid en svinho och ristade honom i ansiktet med pilar.
Kyrkoherden i Leksand Elof Terserus har beskrivit händelserna såsom han upplevde dem. Under gudstjänsten i Leksands kyrka hade bud kommit från Stora Tuna med orden "till vapen, till vapen, fienden är för dörren!". Enligt Terserus skall flera människor omkommit i paniken då människor snabbt försökte ta sig ur kyrkan. Han följde med bönderna till färjestaden i Ål, där man slöt upp med bönderna från Ål, Venjan och Gagnef. Han hade själv blivit misstänkt för att vara anhängare till Sigismund och var nära att själv bli lynchad då han försökt övertala bönderna att återvända. Han tvingades nu följa med ned till Stora Tunaslätten.
Under tiden hade Jacob Näf hunnit mördas i Stora Tuna. Efter att ha torterats på olika sätt hade han försökt köpa sitt liv för 2.000 riksdaler, sägandes att han troligen skulle kunna överleva misshandeln, bara han blev omplåstrad. En ung bonddräng skall ha sprungit fram till honom med ett svärd och ropat "här har du plåster!" och huggit honom i huvudet så att skallen klövs. Liket släpades bort till Frostbrunnsdalen där det blev liggande länge innan någon tordes ta sig för att begrava det på kyrkogården.
Kyrkoherden i Stora Tuna som tagit emot de fem hade flytt när upploppen började, och nu satte bönderna igång att plundra prästgården. Han hade haft för avsikt att fira en dotters bröllop några veckor längre fram, och källarbodarna var välfyllda. Man satte nu igång med att supa, vilket ytterligare ökade våldsamheten hos de församlade.
Elof Terserus försökte nu åter lunga dem, och förrättade gudstjänst bland bönderna. Han lyckades utverka att de övriga tillfångatagna skulle få ta emot nattvarden och ge sina bekännelser innan de dödades, vilket man gick med på. Karl Bengtsson var först att föras ut. Han menade sig ha blivit lurad in i företaget, men gjorde några mindre bekännelser. Han fick nattvarden varpå han krävde att föras fram till en bödel. Då vakten knuffade honom ned för trappan försökte han dock slita till sig en bössa, och överfölls med hugg och slag. Han försökte själv peka på sitt hjärta i förhoppning att få en snabb död, vilket dock inte blev fallet, efter en längre misshandel släpades han iväg till Frostbrunnsdalen, där han till allas förvåning visade sig fortfarande vara vid livet och bad om att få bli dödad. Man menade nu att Karl Bengtsson måste ha varit förtrollad för att ha överlevt så länge.
Därnäst utdrogs Göran Bonde, men höggs i huvudet med en yxa så snart han klev ut ur fängelset och kroppen höggs sedan i bitar av de övriga bönderna. Olof Gudmundsson som var därnäst, bad nu att få nattvarden genom fönstret för att hinna få den innan han dödades. Olof Gudmundsson lyckades dock få en stunds tystnad i folkhopen och talade om hur han slagit med dalaallmogen i tidigare krig. Det lyckades beveka dem så pass att beslutade att han skulle få leva och sändas fången till hertig Karl. De som stod närmast skrek dock att han skulle dödas vilket var det enda Olof Gudmundsson själv hörde. Han gjorde sig redo att dö då en bonde stig fram och föste in honom i fängelset igen, vilket räddade hans liv.
Då Erland Johansson Bååt fördes ut började man på nytt ropa efter att han skulle dödas. Elof Terserus lät nu klandra bönderna för att de dödat Göran Bonde utan att han fått nattvarden, talade om Erlands Bååts förtjänster, berättade om hans släktskap med Karl Knutsson Bonde, om hur han på Skattmansö själv haft hertig Karl som gäst, och framhöll hans egna förtjänster. Han föreslog att han som Olof Gudmundssonn skulle föras till hertigen att själv bekänna sina stämplingar. En av hertigens soldater som skall ha funnits bland bönderna skall ha talat för saken, vilket lär ha räddat hans liv.
Allmogen från de nordöstra socknarna Mora, Orsa, Rättvik och Svärdsjö, ryckte med 6.000 man ned mot Falun, där man anföll fogden Håkan på Dalen (nuvarande Morbygdens gård) som dödades och hans gård plundrades. Även prästgården i Falun plundrades, och man gjorde sig beredda att tåga ned till Stora Tuna, då man fick besked om vad som där skett och att ordningen nu var återställd.
Rykten fortsatte dock att kom om att biskopen i Västerås påbjöd lovsånger med anledning av kungens lyckliga återkomst och mera liknande. En större här avtågade till Brunnsbäck, och mindre enheter av dalabönder ryckte in i Västmanland, där man skövlade präst- och herrgårdar som man misstänkte skulle hysa anhängare till Sigismund.